# Rebeca Grynspan

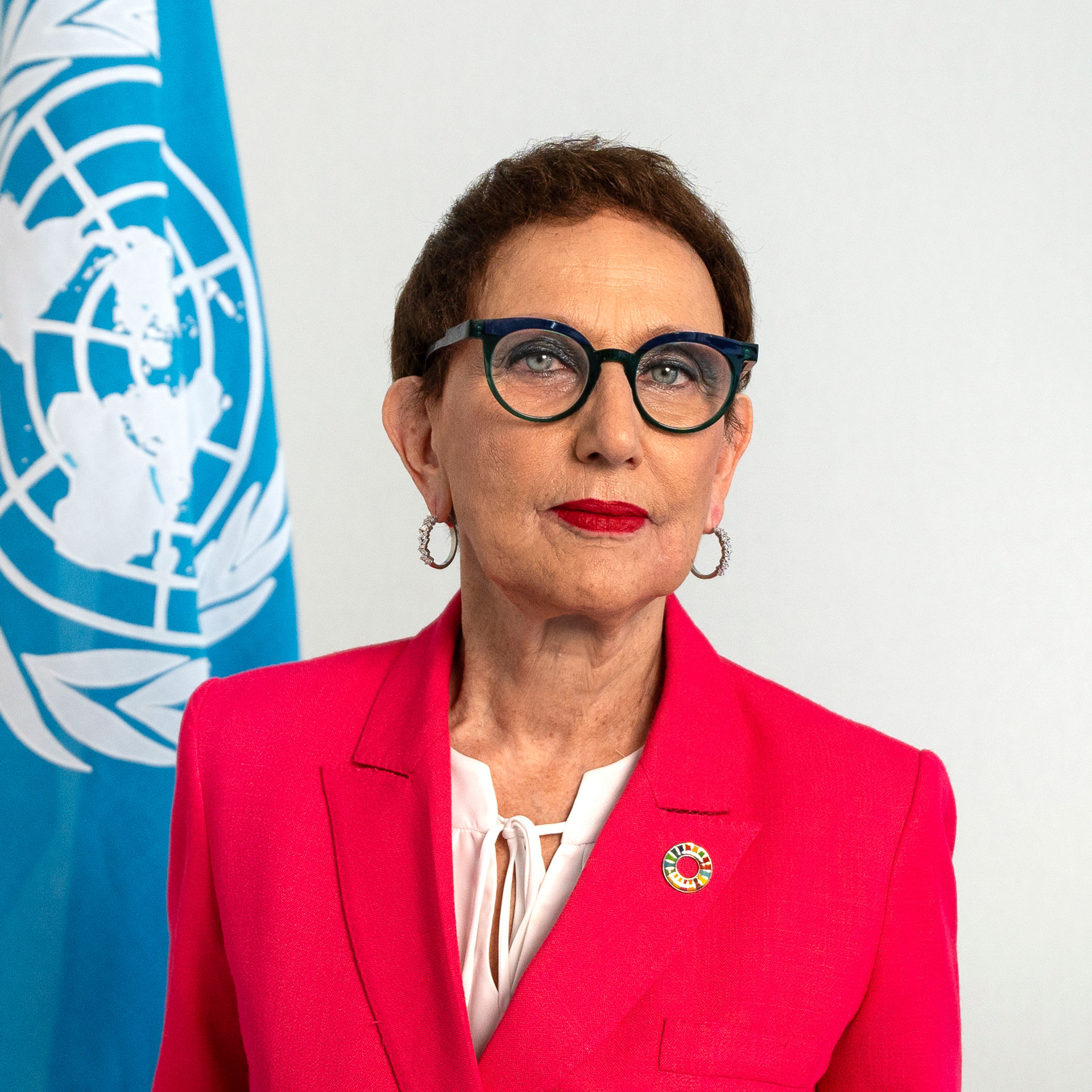
Rebeca Grynspan (2024)

Rebeca Grynspan Mayufis (geb. am 14. Dezember 1955 in San José (Costa Rica)) ist eine costa-ricanische Wirtschaftswissenschaftlerin. Sie war als Politikerin in Costa Rica, bei den Vereinten Nationen und dem Ibero-Amerikanischen Sekretariat tätig. Sie ist seit 2021 Generalsekretärin der UN-Konferenz für Handel und Entwicklung (UNCTAD).

## Herkunft und Ausbildung
Rebeca Grynspan kam 1955 in San José als Tochter von Manuel Grynspan Burstin und Sara Mayufis Schapiro, jüdischstämmiger Einwanderer aus Polen zur Welt. Sie absolvierte ein Bachelorstudium in Wirtschaftswissenschaften an der Universidad de Costa Rica und erwarb später einen Master of Arts an der Sussex University.

## Karriere in Costa Rica
Grynspan schlug zunächst eine akademische Karriere ein und wurde Forscherin und Professorin am Wirtschaftswissenschaftlichen Forschungsinstitut der Universidad de Costa Rica. In der Folge übernahm sie verschiedene öffentliche Ämter, sie war stellvertretende-Finanzministerin (1986–1988), costa-ricanische Vizepräsidentin (1994–1998) unter Präsident José María Figueres, daneben Wohnungsbauministerin (1996–1998), Wirtschaftsministerin (1995–1996) und Sozialministerin (1994–1998).

## Karriere bei den Vereinten Nationen 2001 bis 2014
Von 2001 bis 2006 war Grynspan Direktorin des Subregionalen Hauptquartiers der UN-Wirtschaftskommission für Lateinamerika und die Karibik in Mexiko (ECLAC), wo sie auch Co-Leiterin des Verwaltungsrates des International Food Policy Research Instituts war. Sie war auch Mitglied der Task Force für Armut und wirtschaftliche Entwicklung des UN-Millenniums-Projekts und des UN-Experten-Panels für Entwicklungsfinanzierung.
Von 2006 bis 2010 war Grynspan stellvertretende Generalsekretärin und Regional-Direktorin des Entwicklungsprogramms der Vereinten Nationen (UNDP) für Lateinamerika und die Karibik. 2010 wurde sie vom UN-Generalsekretär Ban Ki-moon zur UN-Unter-Generalsekretärin und beigeordneten Administratorin unter der Leitung von Helen Clark ernannt.
Grynspan ist Mitglied des Program for the Support of Women´s Leadership and Representation (PROLEAD) der Interamerikanische Entwicklungsbank (IDB) und ehemalige Vizepräsidentin des Direktoriums des International Food Policy Research Institute (IFPRI) mit Sitz in Washington, D.C.

## Ibero-Amerikanisches Sekretariat (SEGIB) 2014 bis 2021
2014 wurde Grynspan in Anwesenheit der Außenminister aller 22 Mitgliedsstaaten in Mexiko-Stadt einstimmig zur Generalsekretärin des Ibero-Amerikanischen Generalsekretariats (Secretaria General Iberoamericana; SEGIB) ernannt. Sie folgte darin Enrique V. Iglesias der das Amt seit Gründung der SEGIB 2005 innehatte.
Im September 2016 wurde Grynspan von Ban Ki-moon zum Mitglied der Steuergruppe des Scaling Up Nutrition Movement (dt.: Bewegung zur Steigerung Nahrungsversorgung) ernannt.
Anfang 2021 wurde Grynspan durch die G20 in das High Level Independent Panel (HLIP) zur Finanzierung globaler Gemeinschaftsaufgaben bei der Vorbereitung auf und die Bekämpfung von Pandemien an der Seite von Ngozi Okonjo-Iweala, Tharman Shanmugaratnam und Lawrence Summers berufen.
Der Chilene Andrés Allamand wurde im September 2021 ihr Nachfolger.

## Rückkehr zu den Vereinten Nationen
Im September 2021 wurde Grynspan durch UN-Generalsekretär António Guterres zur achten Generalsekretärin der Konferenz der Vereinten Nationen für Handel und Entwicklung (UNCTAD) in Genf ernannt, sie war die erste Frau in dieser Position. Sie löste den Kenianer Mukhisa Kituyi ab.
Im Juli 2022 gelang es nach dem russischen Überfalls auf die Ukraine durch Vermittlung der Türkei, des UN-Koordinators für Humanitäre Angelegenheiten Martin Griffiths und der UNCTAD unter Grynspans Leitung, ein Getreideabkommen zwischen Russland und der Ukraine zu vereinbaren, das die Nahrungsmittelsituation weltweit entlastete.

## Auszeichnungen
2014 und 2015 wurde Grynspan unter die 50 führenden Intellektuellen Lateinamerikas gezählt. 2017 erhielt sie den Forbes Excellence Award. 2017 wurde sie mit dem Großkreuz des zivilen Ordens Alfons X. „des Weisen“ durch die Spanische Regierung ausgezeichnet. In Anerkennung ihrer beruflichen Erfolge wurde ihr durch die Universität Extremadura, die EU Business School und die Universidad Europea de Madrid jeweils die Ehrendoktorwürde verliehen.

## Sonstige Aktivitäten
- Mitglied in den Beiräten Future of International Governance, Public-Private Cooperation & Sustainable Development und Poverty and Sustainable Development des World Economic Forums (WEF)[17]
- Mitglied des Lenkungsausschusses des Scaling-up Nutrition (SUN) Movement von UNICEF[18]
- Mitglied des Lenkungsrats der Society for International Development (SID)[19]
- Mitglied des Beirats des Global Institute for Sustainable Prosperity (GISP)[20]
- Mitglied des Inter-American Dialogue[21]
- Mitglied des Beirats des International Economic Forum of the Americas (IEFA)[22]
- Mitglied der Global Commission on the Future of Work der Internationalen Arbeitsorganisation (ILO)[23]
- Co-Leiterin der Fourth Sector Group[24]
- Mitglied des Women Political Leaders Global Forum[25]
- Mitglied von W20[26]
- Mitglied des Strategiekommittees der Paris School of International Affairs (PSIA)[27]
- 2021 Ernennung zur special international advisor für den Economic and Social Council of Argentina durch Präsident Alberto Fernández
- 2021 Mitglied des High Level Independent Panel für Financing the Global Commons for Pandemic Preparedness and Response der G20
- Mitglied der International Gender Champions